# Институты усовершенствования врачей
Институты усовершенствования врачей — высшие учебные заведения, впервые созданные в Российской империи в 1885 году и предназначенные для последипломной подготовки медицинских работников и получения дополнительного профессионального образования в системе здравоохранения.

## История

### Ранняя история
Ещё в 1847 году в ИМХА начали проводить усовершенствования военных врачей, результаты переподготовки врачей военного ведомства показали хорошие результаты, но, переподготовка узкой прослойки врачебного корпуса не могла разрешить проблемы повышения квалификации врачей во всей России. В 1885 году по инициативе профессора ИМХА Э. Э. Эйхвальда и таких учёных как Н. И. Пирогов и Н. Ф. Здекауер в целях усовершенствования системы и специализации врачей в Санкт-Петербурге был создан первый в Российской империи институт усовершенствования врачей — Клинический институт Великой княжны Елены Павловны (сейчас — Санкт-Петербургская медицинская академия последипломного образования). В этом институте с 1885 по 1917 год прошли переподготовку свыше девяти тысяч девятисот медицинских работников..

### Советская история
С 1917 года после Октябрьской революции была создана единая государственная система повышения квалификации врачебного корпуса в основном сельских врачей и врачей общей практики. С 1918 по 1927 год начали создаваться институты усовершенствования врачей в Киеве, Казани, Одессе, Харькове и Новосибирске. Помимо создания институтов усовершенствования врачей, начали создаваться и курсы повышения квалификации медицинских кадров в системе НИИ крупнейших городов СССР.
1 декабря 1930 года в Москве в целях централизации подготовки врачей был создан Центральный институт усовершенствования врачей (сейчас — Российская медицинская академия непрерывного профессионального образования), ставший головным учебно-методическим центром в государственной системе усовершенствования врачей.
На 1941 год в СССР были созданы одиннадцать институтов усовершенствования врачей, в том числе с 1931 по 1941 год в таких городах как Минск (сейчас — Белорусская медицинская академия последипломного образования), Ташкент, Тбилиси и Баку. С 1941 по 1945 год в период Великой Отечественной войны в институтах усовершенствования врачей свыше двадцати тысяч врачей были переподготовлены для нужд фронта.
С 1945 года были созданы институты усовершенствования врачей в Ереване (сейчас — Национальный институт здравоохранения Армении) и Алма-Ате. С 1955 года начинаю создаваться факультеты усовершенствования врачей при институтах медицинского профиля. Руководителем института усовершенствования врачей является ректор, факультетами руководили — деканы, высшим органом управления в этих заведениях был Совет института или факультета, а непосредственным подчинением институтов и факультетов переподготовки было Министерство здравоохранения СССР.
К 1975 году в системе здравоохранения СССР было создано тринадцать институтов усовершенствования врачей и двадцать шесть факультетов усовершенствования врачей при институтах медицинского профиля, каждый год в этой системе здравоохранения проходили переподготовку свыше пятьдесят шесть тысяч медицинских кадров последипломного образования. В 1977 году Постановлением ЦК КПСС и Совета Министров СССР «О мерах по дальнейшему улучшению народного здравоохранения» было решено направлять врачей на повышение квалификации в институты усовершенствования и факультеты переподготовки не реже одного раза в пять лет. Институты усовершенствования врачей проводили курсы информации и стажировки, осуществляли общее и тематическое усовершенствование и специализацию, в структуре институтов были созданы клиническая ординатура, аспирантура и докторантура. Основной структурой института усовершенствования врачей были кафедра и курсы, основное обучение проводилось в трёх формах обучения: очная, заочная и заочно-очная.